# 高柳淳之助
高柳 淳之助（たかやなぎ じゅんのすけ、1882年〈明治15年〉10月16日 - 1964年〈昭和39年〉11月17日）は、日本の実業家、政治家、著述家、詐欺師。筆名に高柳 曲水（-きょくすい）、翠崖（-すいがい）、鬼外（-きがい）などがある。
実業家としては「鉄道に賭けた男」、「通販史上に輝く巨星」、「今でいう企業再生ファンドのような・・・」などと、その創造力や先見性が注目された。その一方で、蓄財書を出版して投資家を集めるなか池上電気鉄道事業で詐欺・横領などの容疑で逮捕され、「貯金魔」「虚業家」などと呼ばれた。

## 来歴・人物
1882年（明治15年）、茨城県行方郡要村（現在の行方市小幡）に生まれる。同村の旧制要小学校（後の行方市立要小学校）を卒業し、茨城県立尋常中学校（旧制茨城県立水戸中学校→茨城県立水戸第一高等学校）に入学。2年間ほど学術に励み文章力や和歌で頭角を現わすも家業の事情で中途退学する。17歳から24歳まで小学校の代用教員を務め、1905年（明治38年）24歳で上京し、神田駿河台に在る通信教育機関の国民中学会の発送係事務員となった。
1907年（明治40年）4月、25歳になるころ、初の著書『小学卒業立身案内』を上梓、学友社から52版を重ねる。同年9月には自ら「育英書院」を創業する。
1917年（大正6年）4月24日、東京市神田区表神保町10番地の自宅に置いた出版社・富強世界社から自著『会社の内幕』を上梓した。日刊紙『時事新報』の記者であった経歴を生かしたことを前文に書いた。
1917年（大正6年）5月10日、表神保町の自宅に日本農工債券株式会社を設立した。
1918年（大正7年）36歳のころ、母校・要小学校に1万円を寄付し、その利子で高等科の授業料が免除された。
1920年（大正9年）第14回衆議院議員総選挙に茨城8区から立憲政友会の候補として出馬し、当選した。このとき、38歳。
1921年（大正10年）5月、神田区小川町の自宅に高柳信託株式会社を設立した。
1921年（大正10年）9月、池上電気鉄道株式会社（現在の東京急行電鉄の前身の一社）の株を買い占め、1922年（大正11年）4月20日、社長に就任し、それまで難航していた池上電気鉄道事業の資金手当、路線変更の認可申請、用地買収および車両調達に取り組む。
1921年（大正10年）12月12日、新治郡石岡町-同郡玉造町間の鉄道敷設を願出していた行方鉄道に対し鉄道敷設許可が下り、発起人総代の高柳は1922年（大正11年）9月3日、石岡町で行方鉄道創立総会を開き、社名を鹿島参宮鉄道株式会社（現在の関東鉄道の前身の一社）とした 。後の1993年（平成6年）に刊行された『関東鉄道70年史』には、関東鉄道の前身会社である行方鉄道・鹿島参宮鉄道の創業者で初代社長としての会社の創業・発展の背景、社長職辞任の事情などが回顧されている。また1921年1月20日、東京市麹町区有楽町1丁目3番地に高柳第二信託株式会社を設立、同年5月2日には有楽町の同地に高柳第三信託株式会社を設立している。同年8月には高柳興業株式会社を小川町の自宅に設立している。
1923年（大正12年）3月には、小川町の自宅に日本共益株式会社を設立、翌月4月には同地に第二共益株式会社、第三共益株式会社を設立した。
1923年（大正12年）筑波山観光を振興すべくケーブルカー事業を推進するため同年4月4日に筑波山鋼索鉄道株式会社（現在の筑波観光鉄道株式会社）を設立し、同社の社長となる。
1924年（大正13年）6月8日、鹿島参宮鉄道の石岡 - 常陸小川間が開業した。
1925年（大正14年）9月29日、多額納税者の互選選挙で鹿島参宮鉄道の発起人のひとり浜平右衛門とともに当選し、42歳で貴族院議員となったが、高柳は選挙地不居住の選挙違反
容疑のため1926年（大正15年）3月5日に議員を依願辞職し、鹿島参宮鉄道の社長職も浜に譲った。
1925年（大正14年）高柳信託、高柳第二信託、高柳第三信託を合併し、高柳金融株式会社と改称、本店を自宅に置いた。
1925年（大正14年）9月、「高柳事件」が発覚し、詐欺、横領、公文書偽造などの疑いで自宅と事務所の家宅捜査が行なわれ、検事強制処分により市ヶ谷刑務所に収容された。同年12月、高柳は池上電気鉄道取締役を辞任、同月31日、「高柳淳之助の四天王」と呼ばれたうち河野仙吉、武井勝利、小林兵庫（のちの東洋キネマ経営者、千代田区議会議長）も同社取締役を解任された。同事件で、高柳は詐欺容疑で起訴され、1934年（昭和9年）12月27日、控訴審で懲役2年、1935年（昭和10年）11月6日には上告が棄却されて刑が確定した。これにより第一回国勢調査記念章、大礼記念章（昭和）、紺綬褒章を褫奪された。
1945年（昭和20年）8月15日の第二次世界大戦終結後、70歳代を迎えて、一般向けの経済書『家を富ます道』、『事業を生かす頭』などを上梓した。
1960年（昭和35年）茨城県牛久市遠山町の高台に「孝子弥作像」を建立し、この地を「銅像山」と名づける。今は撤去されたこの銅像は、病弱の母を背負って野良仕事に通う孝行息子の弥作に感心した徳川光圀が行方市の東福寺で弥作を表彰した記念像の再現版であった。
1964年（昭和39年）11月17日、茨城県牛久町城中にて死去した。満82歳没。

## 著書
- 『小学卒業立身案内』（曲水名義）、育英書院、1907年。 増訂2版・学友社、1910年。
- 『成功之秘訣』（翠崖名義）、学友社、1909年。
- 『最新大秘術』（翠涯名義）、学友社、1909年。
- 『家庭秘訣問答』（翠涯名義）、学友社、1910年。
- 『最新美人法』（翠涯名義）、学友社、1910年。
- 『大奇術独習』（翠涯名義）、学友社、1910年。
- 『全国農家最大収益法』学友社、1910年。
- 『地方必適金もうけ案内』学友社、1910年。
- 『女の心得』（翠涯名義）、学友社、1911年。
- 『奇術秘法全集』（翠涯名義）、学友社、1911年。
- 『青年学生立身成功法』（翠涯名義）、学友社、1911年。
- 『金をふやす法』学友社、1911年。
- 『女玉手箱』（翠涯名義）、学友社、1911年。
- 『官公吏退職者実業開始法』（鬼外名義）、富強世界社、1915年。
- 『金銭利殖法の極意』（鬼外名義）、金山堂書店、1916年。
- 『借金整理法』共著小西栄三郎、富強世界社、1916年。
- 『会社の内幕』富強世界社、1916年。
- 『株の予想』富強世界社、1915年 - 1916年。
- 『当時の二宮先生』大東社出版部、1926年。
- 『福々物語』大東社出版部、1926年。
- 『銀行会社の内幕と其逆用法』大東社出版部、1927年。
- 『骨抜記』大東社出版部、1927年。
- 『広告で儲ける商売と其秘訣』大東社出版部、1927年。
- 『株式相場のやり方と其秘訣』大東社出版部、1927年。
- 『家を富ます道』東京ライフ社、1955年。
- 『事業を生かす頭』東京ライフ社、1958年。